# Claude Bufnoir
Pour les articles homonymes, voir Bufnoir.
Claude Bufnoir, né le 3 janvier 1832 à Autun (Saône-et-Loire) et mort le 11 février 1898 à Paris, est un jurisconsulte et professeur de droit français.

## Biographie

### Études et vie privée
Claude Bufnoir naît dans une famille modeste. Son père est fermier. Il fait des études de droit. Il est reçu major de l'agrégation de droit.
Il a une fille, mariée à Raymond Saleilles.

### Parcours professionnel
Il enseigne à l'université de Dijon à partir de 1856.
Il assure le cours de Code civil à la faculté de droit de l'université de Paris, où il supplée François Julien Oudot de 1861 à 1863. Il est chargé d'un cours de droit romain en 1865 et de la conférence sur les Pandectes en 1866.
À la mort de Jean Joseph Bugnet en 1866, il est chargé de son cours de droit civil et devient titulaire de sa chaire en 1867.
Il donne un cours remarqué et apprécié sur le droit civil à partir de 1884. Ses cours sont reconnus pour leur qualité au sein du monde académique.
Claude Bufnoir s'intéresse aux questions liées à l'éducation et à la pédagogie. Il est membre du conseil de la Société pour l'étude des questions d'enseignement supérieur, fondée en 1878, et dont Édouard Lefebvre de Laboulaye est président. Il siège aux côtés de Paul Gide.

## Prises de positions

### Controverse Bufnoir-Boutmy sur l'enseignement du droit
Bufnoir entretient un conflit avec Émile Boutmy durant les années 1880 et jusqu'au début des années 1890, appelé controverse Bufnoir-Boutmy sur l'enseignement du droit. Bufnoir défend un enseignement positiviste du droit, basé sur la maîtrise des règles de droit ; Boutmy, celui d'un savoir empirique, articulé aux autres sciences sociales,.
En 1881, Bufnoir est chargé de la rédaction d'un rapport sur l'organisation de l'enseignement des sciences politiques et administratives. Le statut de la science politique, discipline récente, est alors en question. Bufnoir recommande le regroupement de l'économie, du droit administratif et du droit constitutionnel. Il appelle à leur organisation en « un faisceau formant un enseignement d'études spéciales [...] préparation efficace aux carrières politiques, administratives et diplomatiques ».

### Réforme du doctorat en droit
Il défend une réforme du doctorat en droit.

## Publications
- Théorie de la condition dans les divers actes juridiques, suivant le droit romain (1866)
- Propriété et contrat. Théorie des modes d'acquisition des droits réels et des sources des obligations, leçons recueillies et publiées par MM. Bartin, Deschamps, Deslandres, Pillet, Saleilles, Timbal, (1900 ; 1924). Réédition : Université de Poitiers, 2005.
- Banquet offert, le 24 avril 1894, à M. Fernand Daguin par ses collègues et amis de la Société de législation comparée…, Paris, Éditions F. Pichon, 1894, 11 p., in-8°. — Réunit les discours de MM. Léon Aucoc, Claude Bufnoir et Fernand Daguin.

## Sources
- Larousse du XXe siècle, tome 1